# Котяча акула смугаста
Котяча акула смугаста (Poroderma africanum) — акула з роду Вусата котяча акула родини Котячі акули. Інші назви «африканська смугаста акула-кішка», «акула-піжама».

## Опис
Загальна довжина досягає 110 см при вазі 7,9 кг на відміну від інших акул відсутній статевий диморфізм. Голова широка, сплощена, вузько-параболічна при погляді зверху. Морда коротка з 2 невеличкими м'ясистими вусиками біля ніздрів. Очі помірно великі, овальні, з мигальною перетинкою. За очима розташовані бризкальця середнього розміру. Ніздрі захищені носовими клапанами. Губні борозни короткі. Рот широкий, дугоподібний. На верхній щелепі розташовано 36—50 робочих зубів, на нижній — 28—48. Зуби дрібні, верхівки округлені. По краях верхівки кожного зуба є бокові верхівки. Зуби у самців дещо масивніші, ніж у самиць. У неї 5 пар зябрових щілин. Тулуб стрункий. Грудні плавці великі, широкі, округлі. Має 2 маленьких спинних плавця, що розташовані у хвостовій частині. Черевні плавці у 2 рази менші за грудні, водночас основа черевних плавців дорівнює основі грудних плавців. Передній спинний плавець розташовано позаду черевних, задній починається навпроти кінця анального плавця. Анальний плавець широкий, низький. Хвіст тонкий. Хвостовий плавець невеликий, вузький, гетероцеркальний.
Забарвлення сіро-блакитне. По спині та боках розкидані темні смуги. Звідси походить назва цієї акули.

## Спосіб життя
Тримається на глибині до 108 м, зазвичай 5—10 м в дрібних літоральних та прибережних водах. Доволі повільна акула. Активна вночі. Вдень ховається в укриттях — печерах, ущелинах, серед каміння та скель. Полює невеликими групами або поодинці вночі біля дна, є бентофагом. Живиться анчоусами, бичками, міксинами, молоддю хрящових риб, головоногими молюсками, ракоподібними, морськими червами, падлом. Групами нападає на велику здобич. Під час відкладання яєць кальмарами може полювати на них і вдень.
Статева зрілість у самців настає при розмірах 78—81 см, самиць — 79—83 см. Це яйцекладна акула. Самиця відкладає 2 яйця у жорсткий капсулі темно-коричневого кольору завдовжки 9,5 см та завширшки 4,5 см. На торці яєць присутні довгі вусики, якими чіпляються до водоростей або підводного каміння чи рифів. Інкубаційний період триває 22—24 тижня. Народжені акуленята становлять 14—15 см завдовжки.
Не є об'єктом промислового вилову, хоча її м'ясо їстівне. Використовується як приманка для ловлі більшої риби. Часто тримається в акваріумах з огляду на швидке пристосування до неволі.

## Розповсюдження
Мешкає біля узбережжя ПАР.